# Средец (кафене)
Кафене „Средец“, известно и като „Якобинският клуб“, е литературно кафене в София през 30-те и началото на 40-те години на XX век, посещавано най-вече от леви писатели. Държи се от Туше Чопов, сестрин син на Гоце Делчев.
Намира се в средата на градския център – между Народния театър, който е срещу него, Земеделската банка и известния „Юнион клуб“ (посещаван от министри, адвокати, банкери и пр.), който е зад гърба му. Помещава се в малка къща на днешната улица „Иван Вазов“ (тогава „Вълкович“) № 6. Къщата е построена през 1885 година за Петър Ангелов по проект на австрийския архитект Петер Паул Бранг.
Туше Чопов отваря кафенето след завръщането си в България (1931) от изгнание, наложено му от властите. Кафенето е обширно, състои се от коридорче и две свързани помежду си помещения, между които е разположена билярдна маса. Съдържателят кукушанец Туше Чопов има свой ъгъл, посещават го македонски комити, сред които Павел Шатев, Перо Шанданов, Туше Делииванов, Шакир, Милан Ангелов и други. Кафеджията е арменец, Хачик, бежанец от Турция, който при нужда поема и ръководството на кафенето, а един старец арменец помага по малко, оцелявайки благодарение на Туше Чопов.
В източното помещение се събират т.нар. „стари“ – Гьончо Белев, Тодор Павлов и Никола Ланков си имат маси, а посетители на тази част са Сава Гановски, Ангел Тодоров, Жак Натан, Марко Марчевски, Димко Ризов, Наум Чилев, Христо Радевски, Мария Грубешлиева, Димитър Хаджилиев и други. В западното се срещат „младите“ – Николай Шмиргела, Коле Неделковски, Антон Попов, Атанас Романов, Богомил Райнов, Александър Геров, Александър Вутимски, Михаил Сматракалев, Камен Калчев и много други. Някои от тях членуват в Македонския литературен кръжок. Между двете групи всъщност няма рязка възрастова граница, някои от „младите“ са по-възрастни от „старите“. Никола Вапцаров е приеман и в двете части на кафенето, но любимото му място е при билярдната маса, между двете групи. В „Средец“ се провежда „конкурсът“ за корицата на неговите „Моторни песни“, обсъжда се как да мине през цензурата, в това кафене той най-напред показва отпечатаната книжка и донася подписани екземпляри. Вапцаров е много близък с Туше Чопов, много пъти като нелегален той спи у Чопови.
В по-късните спомени на посетителите се очертава различното им възприемане на кафенето. „Старите“ описват кафене „Средец“ най-вече като политически клуб, където обсъждат политиката, икономическите проблеми, а „понякога“ разговарят за литература. За „младите“ кафенето е най-вече литературен клуб, където усвояват знания, анализират литературната преса и литературните събития, обсъждат бъдещи книги, водят разгорещени спорове, играят моникс и белот. За тях кафенето е изпълнено с много повече конспирация и агенти (в „Средец“ идват и агенти, но ги знаят). И за двете групи двете части на заведението са силно разграничени, но все пак понякога влизат в контакт и дискусии.
Кафенето е затворено вероятно около 1942 – 1943 година. След Деветосептемврийския преврат е използвано за склад, а по-късно за клуб на тъй наречените активни борци против фашизма и капитализма. След падането на комунистическия режим (1989) някогашното кафене „Средец“ става клуб „Синият лъв“, средище на новите общественици, а след това претърпява и други промени.